# Les Serradelles
Les Serradelles, és un indret del terme municipal de Tremp, al Pallars Jussà, dins de l'antic terme de Fígols de Tremp.
Està situat al nord d'Eroles, en el vessant sud-oriental de Roca de la Mola, al fons de la vall del barranc dels Albars, un dels que formen la capçalera del barranc d'Eroles. És just a tocar l'extrem est de les Rellasques de Roca de la Mola.